# David Harrer
David Harrer (* 24. April 1990 in Bruck an der Mur) ist ein österreichischer Fußballspieler, der momentan beim SC Bruck/Mur spielt.

## Karriere

### Verein
Harrer begann seine aktive Karriere als Fußballspieler im Jahre 1998 in seinem Heimatort Breitenau am Fuße des Hochlantsch. Bis 2004 durchlief er im Nachwuchsbereich des SV Breitenau mehrere Jugendspielklassen, ehe er Mitte des Jahres 2004 in die österreichische Bundeshauptstadt Wien zum FK Austria Wien wechselte. Beim Traditionsverein aus dem 10. Wiener Gemeindebezirk Favoriten kam er bis zum Jahre 2008 zumeist nur bei den Jugendmannschaften zum Einsatz. Nebenbei besuchte Harrer von 2004 bis 2008 die Frank-Stronach-Akademie in Hollabrunn und wurde nach bestandener Matura in den Kader der Amateure, die ihren Spielbetrieb in der zweitklassigen Ersten Liga haben, berufen.
Bis zu diesem Zeitpunkt kam er in den jeweiligen, den Altersklassen entsprechenden, Jugendligen zum Einsatz, wobei er seine letzten Jugendspiele in der Saison 2007/08 absolvierte, wo er in 22 Spielen auf dem Platz stand und drei Tore erzielte.
Sein Profidebüt gab Harrer am 29. August 2008 beim 2:1-Heimsieg über den FC Gratkorn, als er in der 89. Spielminute für Paul Bichelhuber eingewechselt wurde.
Zu einem Tor für den Verein reichte es bis heute nicht. Nur ein Eigentor am 15. November 2008, das er bei der 1:2-Heimniederlage gegen den späteren Meister SC Magna Wiener Neustadt erzielte, bleibt die magere Ausbeute. Noch in derselben Saison kam Harrer zu zwei Einsätzen im ÖFB-Cup. Zum einen spielte er im Achtelfinale des Bewerbs beim 2:1-Sieg über den FC Red Bull Salzburg die gesamte Spieldauer durch, des Weiteren stand er im Semifinalspiel abermals volle 90 Minuten auf dem Platz. Am Ende musste man sich aber mit einer 1:3-Niederlage dem FC Admira Wacker Mödling geschlagen geben.
Bis heute kam Harrer zu einem einzigen Einsatz für die Bundesligamannschaft des FK Austria Wien, den er jedoch in einem Freundschaftsspiel gegen den ASV Spratzern aus dem St. Pöltner Stadtteil Spratzern bestritt, als er in der 60. Spielminute für Markus Suttner ins Spiel kam.
Ab der Saison 2010/11 wurde Harrer mehrmals verliehen und wechselte in der Saison 2012/13 fix zum FC Vaduz. Im Winter 2014 wechselte er ablösefrei zur Kapfenberger SV. Zur Saison 2015/16 wechselte er zum SC Wiener Neustadt. Nach dem Zwangsabstieg von Wiener Neustadt wechselte er zur Saison 2019/20 zum viertklassigen SC Bruck/Mur.

### Nationalmannschaft
Harrer absolvierte von 2008 bis 2009 vier Pflichtspiele für die österreichische U-19-Nationalmannschaft und steht derweil im Kader der U-20-Auswahl seines Heimatlandes, für die er bis dato (Stand: 17. Oktober 2009) zwei Spiele absolvierte. So wurde er am 12. August 2009 bei der 1:5-Niederlage im Freundschaftsspiel gegen die Schweizer U-20-Nationalmannschaft ab der 75. Minute für Christoph Kröpfl eingesetzt.